# Liste der denkmalgeschützten Objekte in Sankt Andrä (Kärnten)
Die Liste der denkmalgeschützten Objekte in Sankt Andrä enthält die 28 denkmalgeschützten, unbeweglichen Objekte der Gemeinde Sankt Andrä in Kärnten.

## Denkmäler
| Foto |                 | Denkmal | Standort                                        | Beschreibung | Metadaten |
| ---- | --------------- | --- | ----------------------------------------------- | --- | --- |
| ja   | Datei hochladen | Fundzone Mitterpichling HERIS-ID: 74380 Objekt-ID: 87782                                                        | Mühldorfer Höhe Standort KG: Eisdorf            | | BDA-Hist.: Q38134517 Status: Bescheid Stand der BDA-Liste: 2025-06-30 Name: Fundzone Mitterpichling GstNr.: 1121                                                                          |
| ja   | Datei hochladen | Kath. Filialkirche hl. Sebastian und Friedhof HERIS-ID: 57932 Objekt-ID: 68291                                  | bei Siebending 2 Standort KG: Eitweg            | Die von einer Friedhofsmauer umgebene Kirche ist ein einheitlicher barocker Bau von 1680 mit polygonalem Schluss und vorgestelltem Westturm. Im vierjochigen Langhaus ist ein Tonnengewölbe mit Stichkappen; die dreiachsige Empore hat ein Stuckrippengewölbe über schlanken Steinsäulen. Der Chor ist kreuzrippengewölbt. Der barocke Hochaltar ist von 1660, die Seitenaltäre mit reichen Akanthusrahmen etwa von 1700. | BDA-Hist.: Q38079457 Status: § 2a Stand der BDA-Liste: 2025-06-30 Name: Kath. Filialkirche hl. Sebastian und Friedhof GstNr.: .87, 1208/2, 1210/2 Kirche Siebending                       |
| ja   | Datei hochladen | Kath. Filialkirche hl. Martin und Kirchhof HERIS-ID: 57931 Objekt-ID: 68290                                     | gegenüber Fischering 4 Standort KG: Fischering  | Urkundlich 1619 erwähnt. Kleiner Bau, Westturm mit Bogenöffnungen im Erdgeschoß, Schlitzfenster in zwei Geschoßen darüber, Spitzhelm. Strebepfeiler am Langhaus. Südlich des Chores Anbauten. In einen südlichen Strebepfeiler eingemauert ein pyramidenförmiger Aufsatz von einem römerzeitlichen Grabaltar mit der Darstellung einer Sirene und Lindenblattranken. | BDA-Hist.: Q38079447 Status: § 2a Stand der BDA-Liste: 2025-06-30 Name: Kath. Filialkirche hl. Martin und Kirchhof GstNr.: 35/2 Kirche Fischering                                         |
| ja   | Datei hochladen | Grenzstein HERIS-ID: 65141 Objekt-ID: 77959                                                                     | Fischering Standort KG: Fischering              | Der Stein von 1585, der die Grenze zwischen den Gerichten Hartneidstein und Kollegg bezeichnete, wurde im Zuge des Autobahnbaus von seinem ursprünglichen Standort an den alten Friedhof von Fischering verbracht. | BDA-Hist.: Q38109323 Status: § 2a Stand der BDA-Liste: 2025-06-30 Name: Grenzstein GstNr.: 36/3 Grenzstein Fischering, Sankt Andrä (Kärnten)                                              |
| ja   | Datei hochladen | Friedhofskapelle HERIS-ID: 65151 Objekt-ID: 77969                                                               | Fischering Standort KG: Fischering              | Die kleine Kapelle mit Säulenportikus und Dreiecksgiebel wurde Ende des 19. Jahrhunderts errichtet. | BDA-Hist.: Q38109399 Status: § 2a Stand der BDA-Liste: 2025-06-30 Name: Friedhofskapelle GstNr.: 46/2 Friedhofskapelle Fischering, Sankt Andrä (Kärnten)                                  |
| ja   | Datei hochladen | Kath. Filialkirche hl. Jakob und Friedhof HERIS-ID: 65149 Objekt-ID: 77967                                      | bei St. Jakob 1 Standort KG: Framrach           | Auf einem Hügel stehend. 1856–1880 errichtete Saalkirche (im Kern älter?); der Westturm laut Inschrift-Tafel 1856. 1994 Gesamtrestaurierung; Raumfassung spätes 19. Jahrhundert und späthistoristische Fassung der Ausstattung. Im einschiffigen Langhaus Tonnengewölbe mit Stichkappen; Pilastergliederung und verkröpfte Gesimse. Altarraum mit 5/8-Schluss, Klostergewölbe. Südlicher Sakristeianbau, zweigeschoßig. Ornamentale Gewölbemalerei: im Langhaus Felder mit Heiliger Familie, über der Empore heilige Cäcilie. Hochaltar, neugotisch, 19. Jahrhundert mit Statuen in den Nischen, 1994 restauriert. Zwei Seitenaltäre um 1720, deren Fassung und Figuren 19. Jahrhundert, links Maria Immaculata, rechts heiliger Antonius Abbas; Kanzelkorb Anfang 18. Jahrhundert. 1994 restauriert. | BDA-Hist.: Q38109378 Status: § 2a Stand der BDA-Liste: 2025-06-30 Name: Kath. Filialkirche hl. Jakob und Friedhof GstNr.: .1, 13/3                                                        |
| ja   | Datei hochladen | Kath. Filialkirche hl. Laurentius HERIS-ID: 53729 Objekt-ID: 61750                                              | bei Gemmersdorf 10 Standort KG: Gemmersdorf     | Die barocke Kirche wurde über einem 1660 durch Erdrutsch zerstörten Vorgängerbau errichtet, von dem das gotische Westportal stammt. 1821(?) wurde die Kirche nach Osten verlängert. Die Gewölbemalereien von A. Fantoni entstanden bei einer Renovierung 1884. Die einfache einheitliche Einrichtung aus dem 19. Jahrhundert ist neobarock, nur die barocken Leinwandbilder der Seitenaltäre sind älter. | BDA-Hist.: Q1412824 Status: § 2a Stand der BDA-Liste: 2025-06-30 Name: Kath. Filialkirche hl. Laurentius GstNr.: .24 Kirche Gemmersdorf                                                   |
| ja   | Datei hochladen | Kath. Pfarrkirche hl. Ulrich und Friedhof HERIS-ID: 57933 Objekt-ID: 68292                                      | St. Ulrich Standort KG: Gemmersdorf             | Die im Kern gotische Kirche wurde nach einem Brand 1676 barockisiert und 1821 verändert und erweitert. Der eingezogene kreuzrippengewölbte Chor mit Wandmalereiresten stammt aus der ersten Hälfte des 15. Jahrhunderts. Zur Einrichtung zählen die Hochaltarmensa mit Monolithplatte (1986, von Josef Klimbacher), ein barockes Triumphbogenkruzifix und lebensgroße Marienstatuen, und die Seitenaltäre aus der Mitte des 18. Jahrhunderts. | BDA-Hist.: Q38079468 Status: § 2a Stand der BDA-Liste: 2025-06-30 Name: Kath. Pfarrkirche hl. Ulrich und Friedhof GstNr.: .128, 1178 Kirche St Ulrich an der Goding                       |
| ja   | Datei hochladen | Kath. Filialkirche hll. Johannes und Paulus HERIS-ID: 53900 Objekt-ID: 61989                                    | bei Jakling 20 Standort KG: Jakling             | Kleiner barocker Bau, Turm an der Südseite des eingezogenen Chors mit Spitzhelm und gekuppelten Schallfenstern. Zweijochiges Langhaus, Tonnengewölbe mit Stichkappen und Putzrippen; fünfseitige Wandvorlagen. Chor mit einem Joch und 3/8-Schluss, Kreuzgratgewölbe. Sakristei im Turmerdgeschoß kreuzgratgewölbt. | BDA-Hist.: Q38058953 Status: § 2a Stand der BDA-Liste: 2025-06-30 Name: Kath. Filialkirche hll. Johannes und Paulus GstNr.: .1                                                            |
| ja   | Datei hochladen | Schloss Kollegg HERIS-ID: 65143 Objekt-ID: 77961                                                                | Kollegg 5 Standort KG: Kollegg                  | Das heutige Schloss Kollegg ist ein dreigeschoßiger Bau und wurde im 16. Jahrhundert auf rechteckigem Grundriss errichtet. Die Fassade Richtung Osten weist vorspringende Ecktürme auf. Die Gebäude des 19. Jahrhunderts bilden gemeinsam mit der Westseite des Schlosses einen Hof. An der Westseite befindet sich außerdem ein Rundbogenportal mit Akanthusbekrönung (um 1700). Eine Thomaskapelle wurde urgundlich 1619 erwähnt. Im 20. Jahrhundert wurden eingreifende Umbauten vorgenommen. Das Schloss Kollegg war von 1455 bis Mitte des 16. Jahrhunderts im Besitz der Familie Kohlweis. 1591 wurde es von Georg Sigmund von Neuhaus erworben, 1693 vom Domstift Sankt Andrä und schließlich 1931 vom Jesuitenkolleg Sankt Andrä. | BDA-Hist.: Q38109338 Status: § 2a Stand der BDA-Liste: 2025-06-30 Name: Schloss Kollegg GstNr.: 422/1                                                                                     |
| ja   | Datei hochladen | Pfarrhof HERIS-ID: 54185 Objekt-ID: 62353                                                                       | Lamm 52 Standort KG: Lamm                       | Beim Pfarrhof handelt es sich um ein von einem Walmdach bedecktes, eingeschoßiges Gebäude, welches sich direkt an der Wehrmauer der Pfarrkirche Sankt Georg befindet. Es wurde im 17. Jahrhundert erbaut und in der ersten Hälfte des 19. Jahrhunderts verändert. | BDA-Hist.: Q38059881 Status: § 2a Stand der BDA-Liste: 2025-06-30 Name: Pfarrhof GstNr.: 1060                                                                                             |
| ja   | Datei hochladen | Kath. Pfarrkirche hl. Georg und Friedhof HERIS-ID: 54186 Objekt-ID: 62354                                       | Lamm 72 Standort KG: Lamm                       | Die kleine steinplattlgedeckte Kirche, umgeben von einer Wehrmauer, hat ein romanisches Langhaus, einen gotischen Chor mit Strebepfeilern und einen südlichen gotischen Turm mit Spitzdach. Zwei Steinköpfe an der Außenwand sind vermutlich frühmittelalterlich. Die gemauerte Empore ist kreuzgratunterwölbt. In der Kirche befinden sich Hochaltar (reicher Ädikulaaltar, um 1675) und zwei Seitenaltäre (links: Säulenretabel, Ende 17. Jahrhundert; rechts: Wandretabel, um 1740). | BDA-Hist.: Q1509540 Status: § 2a Stand der BDA-Liste: 2025-06-30 Name: Kath. Pfarrkirche hl. Georg und Friedhof GstNr.: 1812 Pfarrkirche Lamm                                             |
| ja   | Datei hochladen | Friedhofskapelle HERIS-ID: 65150 Objekt-ID: 77968                                                               | Maria Rojach Standort KG: Lindhof               | | BDA-Hist.: Q38109388 Status: § 2a Stand der BDA-Liste: 2025-06-30 Name: Friedhofskapelle GstNr.: .17                                                                                      |
| ja   | Datei hochladen | Kath. Pfarrkirche Mariae Himmelfahrt und ehem. Wehrkirchhof HERIS-ID: 57920 Objekt-ID: 68276                    | Maria Rojach Standort KG: Lindhof               | Zu den Resten der ehemaligen spätgotischen Wehranlage um die Kirche gehört ein Rundturm mit Kegeldach. Die Kirche ist ein einheitlicher gotischer Bau aus der zweiten Hälfte des 14. Jahrhunderts mit vorgestelltem Westturm, eingezogenem Chor und dreistufigen Strebepfeilern. Wandmalereien beim Westportal und im Chor stammen aus der Bauzeit; das Rankendekor im Langhaus ist etwa von 1600. Der barocke Hochaltar ist reich geschmückt; die Seitenaltäre sind aus der zweiten Hälfte des 18. Jahrhunderts. Bemerkenswert ist ein Flügelaltar (von 1529?) an der Chor-Nordwand. | BDA-Hist.: Q1593555 Status: § 2a Stand der BDA-Liste: 2025-06-30 Name: Kath. Pfarrkirche Mariae Himmelfahrt und ehem. Wehrkirchhof GstNr.: .1, 638 Kirche Maria Rojach                    |
| ja   | Datei hochladen | Schloss Mosern, Mosingerhof HERIS-ID: 35951 Objekt-ID: 34794                                                    | Mosern 1, 1a Standort KG: Mosern                | Das Schloss ist ein zweigeschoßiger Bau auf L-förmigem Grundriss. Im nordwestlichen Teil sind spätgotische Gewölbe, ein Teil des Renaissanceputzes mit Sonnenuhr (1557) ist erhalten. Die Arkaden auf toskanischen Säulen gehen auf einen Umbau des 17. Jahrhunderts zurück. | BDA-Hist.: Q37967958 Status: Bescheid Stand der BDA-Liste: 2025-06-30 Name: Schloss Mosern, Mosingerhof GstNr.: 67/1 Schloss Mosern, Sankt Andrä (Kärnten)                                |
| ja   | Datei hochladen | Kath. Pfarrkirche hl. Johannes der Täufer und Friedhof HERIS-ID: 65148 Objekt-ID: 77966                         | bei Pölling 40 Standort KG: Pölling             | Die große Kirche mit spätgotischem Chor und Nordturm und breitem barocken Langhaus ist von einer ehemals wehrhaften Friedhofsmauer umgeben. Die Holzempore an der Chornordwand ist mit 1638 bezeichnet. Im Chor sind bedeutende Renaissance-Wandmalereien. Die barocken Altäre stammen aus der Mitte des 18. Jahrhunderts; außerdem sind einige neugotische Statuen in der Kirche. | BDA-Hist.: Q38109368 Status: § 2a Stand der BDA-Liste: 2025-06-30 Name: Kath. Pfarrkirche hl. Johannes der Täufer und Friedhof GstNr.: 648/2 Pfarrkirche hl. Johannes der Täufer, Pölling |
| ja   | Datei hochladen | Kath. Filialkirche hl. Oswald und Friedhof HERIS-ID: 54595 Objekt-ID: 62916                                     | bei Schönweg-St. Andrä 19 Standort KG: Schönweg | Von Friedhof umgeben. Urkundliche Erwähnung 1371 (?). Gotischer Bau, das Langhaus in den Mauern noch romanisch, gleich breiter gotischer Chor Ende des 14. Jahrhunderts. 1993 Außenrestaurierung. Zweistufige Strebepfeiler. Südturm mit Pyramidenhelm und Drillingsarkaden im Glockengeschoß. An der Westfassade Rundfenster mit Fischblasenmaßwerk; Vordach auf Mauerpfeilern. Gotisch profiliertes spitzbogiges Westportal um 1400, Tympanon auf Kragsteinen, eisenbeschlagene Tür. Bei der Gesamtrestaurierung 1977/78 Aufdeckung von Gewölbemalereien Anfang des 17. Jahrhunderts. Im ursprünglich flach gedeckten Langhaus dreijochiges Tonnengewölbe mit Stichkappen. Fenster erneuert. Rundbogiger Triumphbogen. Chor einjochig, 5/8-Schluss, Kreuzrippengewölbe auf Konsolen, vier Konsolköpfe, drei gotische Maßwerkfenster. Hochaltar um 1720 mit Figuren Heilige Oswald, Petrus und Paulus. Glocke bezeichnet 1639. | BDA-Hist.: Q38061464 Status: § 2a Stand der BDA-Liste: 2025-06-30 Name: Kath. Filialkirche hl. Oswald und Friedhof GstNr.: 34 Filialkirche hl. Oswald, Schönweg (St. Andrä)               |
| ja   | Datei hochladen | Kath. Pfarrkirche hl. Andreas HERIS-ID: 57930 Objekt-ID: 68289                                                  | Andreas-Platz 1 Standort KG: St. Andrä          | Die gotische dreischiffige Basilika wurde im 14./15. Jahrhundert errichtet. Sie hat zwei etwa gleich hohe Türme, wobei der Westturm im Kern romanisch ist. Im Barock und im 19. Jahrhundert gab es Um- und Anbauten: Seitenschiffmauern erhöht, gemeinsames Satteldach, Vorhalle, Kapellenanbauten, Turmspitzhelme. Der Hochaltar ist neugotisch, von Mathias Slama, 1902. In der Kirche sind mehrere Bildnisgrabsteine vom 15. bis 18. Jahrhundert. | BDA-Hist.: Q2082987 Status: § 2a Stand der BDA-Liste: 2025-06-30 Name: Kath. Pfarrkirche hl. Andreas GstNr.: .146 Pfarrkirche St. Andrä                                                   |
| ja   | Datei hochladen | Kapelle hl. Johannes Nepomuk/Blaikenkapelle HERIS-ID: 65132 Objekt-ID: 77950                                    | St. Andrä Standort KG: St. Andrä                | Die Nepomukkapelle steht in der Blaike östlich unterhalb der Stadt an der Lavant. Laut Inschrift am Giebel wurde die Kapelle 1846 errichtet. Sie setzt sich aus einem Kapellenraum und einem vorgelagerten Säulenportikus mit Dreiecksgiebel zusammen und wird von einem Dachreiter mit Zwiebelhelm bekrönt. Über dem Innenraum wölbt sich ein gedrücktes Klostergewölbe mit Stichkappen. | BDA-Hist.: Q38109312 Status: § 2a Stand der BDA-Liste: 2025-06-30 Name: Kapelle hl. Johannes Nepomuk/Blaikenkapelle GstNr.: 116/1                                                         |
| ja   | Datei hochladen | Stadtmauer HERIS-ID: 78190 Objekt-ID: 91845                                                                     | bei St. Andrä 1 Standort KG: St. Andrä          | Die Stadtbefestigung aus dem 14. Jahrhundert ist im Bereich der Südostecke, also um die Kirche und den Pfarrhof, geschützt. | BDA-Hist.: Q38151604 Status: § 2a Stand der BDA-Liste: 2025-06-30 Name: Stadtmauer GstNr.: 1287/2, 1294/5, 490, .144/5 City wall of St. Andrä im Lavanttal                                |
| ja   | Datei hochladen | Bischöfliche Residenz und ehem. Jesuitenkolleg/heute Altersheim Haus Elisabeth HERIS-ID: 35947 Objekt-ID: 34790 | St. Andrä 1 Standort KG: St. Andrä              | Das Jesuitenkolleg steht nördlich der Stadtpfarrkirche und dient heute als Altersheim. Das Gebäude wurde im 17. Jahrhundert erbaut, die Fassade im letzten Viertel des 18. Jahrhunderts erneuert. Im 19. Jahrhundert wurde die dominierende Stiegenhausanlage angebaut. Die Fassade wird von der Riesenpilasterordnung gegliedert. Die Fenster des Hauptgeschoßes sind mit Segment- und Dreiecksgiebel ausgestattet. Das große Portal wird von Pilasterordnungen gerahmt und ist am Aufsatz mit „IHS“ bezeichnet. Im Erdgeschoß des Haupttraktes ist das Wappen des Bischofs von Lavant Georg Stobäus von Palmburg angebracht. Weiters finden sich römerzeitliche Grabinschriften. | BDA-Hist.: Q37967927 Status: Bescheid Stand der BDA-Liste: 2025-06-30 Name: Bischöfliche Residenz und ehem. Jesuitenkolleg/heute Altersheim Haus Elisabeth GstNr.: .129                   |
| ja   | Datei hochladen | Pfarrhof/ehem. Propsteihof und Stadtmauer HERIS-ID: 57923 Objekt-ID: 68281                                      | St. Andrä 2 Standort KG: St. Andrä              | Der ehemalige Propsteihof ist ein zweigeschoßiger Bau. Der südlich an die Pfarrkirche anschließende Arkadenhof besitzt in beiden Geschoßen Pfeilerarkaden. | BDA-Hist.: Q38079395 Status: § 2a Stand der BDA-Liste: 2025-06-30 Name: Pfarrhof/ehem. Propsteihof und Stadtmauer GstNr.: .145                                                            |
| ja   | Datei hochladen | Friedhofskapelle-Bischofskapelle HERIS-ID: 5720 Objekt-ID: 1591                                                 | St. Andrä 2 Standort KG: St. Andrä              | Die Friedhofskapelle ist ein neoklassizistischer Bau aus dem 19. Jahrhundert mit Säulenvorhalle. In ihr befinden sich Gräber von Lavanttaler Bischöfen. | BDA-Hist.: Q37848109 Status: Bescheid Stand der BDA-Liste: 2025-06-30 Name: Friedhofskapelle-Bischofskapelle GstNr.: .67                                                                  |
| ja   | Datei hochladen | Ehem. Salzburger Pfleghof/Pfleghaus HERIS-ID: 35948 Objekt-ID: 34791                                            | St. Andrä 14 Standort KG: St. Andrä             | Der ehemalige Salzburger Pflegehof steht am südlichen Ortsausgang beim ehemaligen Südtor. Der große rechteckige Bau mit zwei Geschoßen wird von einem hohen Walmdach bedeckt. Über dem von einem Wellgiebel gerahmten Portal ist eine Kartusche mit dem Wappen des Salzburger Erzbischofs Sigismund III. Christoph von Schrattenbach mit Chronogramm angebracht. | BDA-Hist.: Q37967942 Status: Bescheid Stand der BDA-Liste: 2025-06-30 Name: Ehem. Salzburger Pfleghof/Pfleghaus GstNr.: .159/1 Ehemaliger Salzburger Pfleghof, St. Andrä (Kärnten)        |
| ja   | Datei hochladen | Teil der Stadtmauer HERIS-ID: 65122 Objekt-ID: 77940                                                            | St. Andrä 17 Standort KG: St. Andrä             | Die Stadtmauer aus dem 14. Jahrhundert ist im Süden, westlich des Salzburger Pfleghofs, geschützt. Daran ist der - nicht denkmalgeschützte - ehemalige Wirtschaftshof des Salzburger Pfleghofes angebaut (das gemalte Wappen über dem Portal ist das von Fürsterzbischof Kuenburg). | BDA-Hist.: Q38109283 Status: Bescheid Stand der BDA-Liste: 2025-06-30 Name: Teil der Stadtmauer GstNr.: .75 City wall of St. Andrä im Lavanttal                                           |
| ja   | Datei hochladen | Wallfahrtskirche Maria Loreto und Jesuitenfriedhof HERIS-ID: 58776 Objekt-ID: 69605                             | Wölzing-St. Andrä 1 Standort KG: St. Andrä      | Die große barocke Kirche mit zwei Türmen, saalartigem Innenraum und Chor mit geradem Schluss wurde ab 1683 errichtet. Die illusionistische Malerei an der Chorschlusswand ist von 1793. Der Hochaltar mit Kreuzigungsgruppe stammt aus der Bauzeit. In den Seitenkapellen sind spätbarocke Altäre mit jüngeren Altarbildern, in der rechten Kapelle der Vorhalle ist ein klassizistischer Altar. | BDA-Hist.: Q2542869 Status: § 2a Stand der BDA-Liste: 2025-06-30 Name: Wallfahrtskirche Maria Loreto und Jesuitenfriedhof GstNr.: .54, 213/2 Maria-Loreto-Kirche in St Andrä              |
| ja   | Datei hochladen | Ehem. Dominikanerinnenkloster Maria Loreto HERIS-ID: 58777 Objekt-ID: 69606                                     | Wölzing-St. Andrä 19 Standort KG: St. Andrä     | Das Kloster Maria Loretto, nördlich der Lorettokirche, ist mit dieser durch den Sakristeianbau verbunden. Das seit 1665 bestehende Kloster der Dominikanerinnen wurde 1782 aufgelöst und kam zuerst in den Besitz des Religionsfonds. Später als es im Privatbesitz war, wurde im Gebäude eine Brauerei eingerichtet. Seit 1880 ist es ein zum Jesuitenkolleg gehörendes Noviziat der Töchter der göttlichen Liebe, die im Gebäude eine Schule mit Internat betreiben. Die große, über hufeisenförmigen Grundriss errichtete Anlage wurde mehrfach umgebaut, zuletzt 1985 nach Plänen von Felix Orsini-Rosenberg. | BDA-Hist.: Q38084754 Status: § 2a Stand der BDA-Liste: 2025-06-30 Name: Ehem. Dominikanerinnenkloster Maria Loreto GstNr.: .53                                                            |
| ja   | Datei hochladen | Pfarrhof und Mesnerhaus HERIS-ID: 65130 Objekt-ID: 77948                                                        | Wölzing-St. Andrä 2 Standort KG: St. Andrä      | Das Mesnerhaus steht östlich der Loreto-Kirche und ist mit dieser durch eine Mauer mit barockem Portal mit Pilastern verbunden. Das Haus ist ein einfacher barocker Bau mit Walmdach. | BDA-Hist.: Q38109297 Status: § 2a Stand der BDA-Liste: 2025-06-30 Name: Pfarrhof und Mesnerhaus GstNr.: .55, .52                                                                          |